# Thaddäus Siber
Thaddäus Siber (* 8. September 1774 in Schrobenhausen; † 30. März 1854 in München) war Mathematiker und Physiker.

## Leben
Thaddäus Siber trat 1791 dem Benediktiner-Orden im bayerischen Stift Scheyern bei und wurde 1797 zum Priester geweiht. 1798 wurde er Hilfspriester in Fischbachau (Bayern) und darauf für kurze Zeit Professor am Gymnasium Ingolstadt. 1801 wurde er Professor der Physik und höheren Mathematik am Lyceum zu Freising, 1803 am Passauer Gymnasium und 1807 schließlich Direktor der Studienanstalt Passau. Im Jahr 1810 wurde er nach München berufen, um die Fächer Chemie, Physik und Mathematik am Lyceum zu unterrichten. 
1821 wurde er zum Mitglied der Bayerischen Akademie der Wissenschaften ernannt.
1826 folgte die Berufung als ordentlicher Professor der Physik an der Ludwig-Maximilians-Universität. Dort war er bis zu seinem Tode tätig. Gemeinsam mit seinem Freund Anselm Rixner veröffentlichte er zahlreiche Grundlagenwerke der höheren Mathematik und der Physik.
1842 verlieh ihm König Otto von Griechenland das goldene Ritterkreuz des Erlöser-Ordens.

## Werke
- Theorie des Unendlichen nach Schulz und Bendavid (Passau 1808)
- Anfangsgründe der Physik und angewandten Mathematik (Landshut 1815)
- Anfangsgründe der Algebra, Geometrie und Trigonometrie (ebd. 1819)